# Батлер, Джеймс, 3-й граф Ормонд
Джеймс Батлер (англ. James Butler, 3st Earl of Ormond; около 1359 — 7 сентября 1405) — ирландский аристократ и пэр, 3-й граф Ормонд (1382—1405). По материнской линии праправнук короля Англии Эдуарда I Плантагенета.

## Биография
Старший сын Джеймса Батлера, 2-го графа Ормонда (1331—1382) и Элизабет Дарси, баронессы Ормонд (1332—1390). 18 октября 1382 года после смерти своего отца Джеймс Батлер стал 3-м графом Ормондом, унаследовав отцовские замки и поместья.
В 1385 году Джеймс Батлер, 3-й граф Ормонд, построил замок Гауран у одноимённого посёлка. Замок стал его основной резиденцией. Поэтому Джеймса Батлера иногда называли граф Гауран. В 1391 году он приобрел замок Килкенни у семьи Диспенсер. Он также построил замок Данферт, а в 1386 году основал монастырь в Эйлсбери в Бакингемшире.
В 1384 году Джеймс Батлер стал заместителем лорда-лейтенанта Ирландии, сэра Филиппа Куртене, племянника архиепископа Кентерберийского Уильяма Куртене. Вскоре между Филиппом Куртене и Джеймсом Батлером, 3-м графом Ормонда, началась открытая вражда. Король Англии Ричард II, чтобы подавить восстание в Ирландии, отправил туда экспедицию под руководством своего фаворита, Роберта де Вера, герцога Ирландии. В 1386 году в Ирландию был отправлен Джон Стэнли, король острова Мэн, в качестве заместителя Роберта де Вера. От имени короля Ричарда II и Роберта де Вера Джон Стэнли возглавил военную экспедицию в Ирландию, чтобы подавить восстание. Его сопровождали епископ Александр де Балкот из Мита и сэр Роберт Крулл. Джеймс Батлер присоединился к Джону Стэнли после его прибытия в Ирландию. После успешного завершения экспедиции Джон Стэнли в том же 1386 году был назначен королевским наместником Ирландии (1386—1388). Епископ Александр Балкот был назначен канцлером, Роберт Крулл стал казначеем, а Джеймс Батлер сохранил прежнюю должность губернатора.
12 февраля 1388/1389 года граф Ормонд занимал должность губернатора графств Килкенни и Типперэри. 25 июля 1392 года Джеймс Батлер был назначен лордом-юстициарием Ирландии, а в 1401 году он вторично занял эту должность. В 1397 году он помогал Роджеру Мортимеру, 4-му графу Марчу, лорду-лейтенанту Ирландии, против ирландского клана О’Брайен, а ещё в 1390 году он взял в плен Тадга О’Кэрролла, принца Эйле.
Джеймс Батлер скончался в замке Гауран в 1405 году и был похоронен в соборной церкви Святой Марии в Гауране.

## Брак и дети
До 17 июня 1386 года Джеймс Батлер, 3-й граф Ормонд, женился на Энн Уэллс (1360 — 13 ноября 1397), дочери Джона де Уэллса, 4-го барона Уэллса (1334—1361), и его жены Мод де Рос (ум. 1388). У них было пять детей:
- Джеймс Батлер, 4-й граф Ормонд (1392—1452), 1-я жена с 1413 года Джоан де Бошан (1396—1430), дочь Уильям аде Бошана, 1-го барона Бергавенни, 2-я жена с 1432 года Джоан Фицджеральд (ок. 1398—1452), дочь Джеральда Фицджеральда, 5-го графа Килдэра, и вдова Дженико Грея
- Сэр Ричард Батлер из Полстауна[англ.] (1395—1443), женат на Кэтрин (1395—1420), дочери Гилдас О’Рейли, лорда Восточного Брейфне. Его крестным отцом был король Англии Ричард II.
- Энн Батлер (ок. 1394—1418), жена Джона Вогана
- Сэр Филипп Батлер (ок. 1398—1418), женат на Элизабет, дочери сэра Джона Кокейна, главного барона казначейства, и Иды де Грей. Предок баронов Ботелеров из Брантфельда[6][7][8]
- Сэр Ральф Батлер, женат на Маргарет де Бервик.

В 1399 году Джеймс Батлер вторично женился на Кэтрин Фицджеральд, дочери Джеральда Фицджеральда, 3-го графа Десмонда. У них было четверо детей:
- Джеймс «Галлда» Батлер (ум. 1434)
- Эдмунд Батлер
- Джеральд Батлер
- Теобальд Батлер

От неизвестной любовницы у графа Ормонда был, по крайней мере, один незаконнорожденный сын, Томас Ле Ботеллер (умер в 1420), также известный как Томас Баках (Хромой). Томас Баках был членом Ордена госпитальеров и лордом-депутатом Ирландии. В 1419 году он командовал отрядом из 700 ирландцев в составе английской армии во время осады Руана.